# لی مین-جی (بازیگر)
لی مین جی (کره‌ای: 이민지؛ زادهٔ ۱ نوامبر ۱۹۸۸) بازیگر اهل کره جنوبی است. او حرفهٔ بازیگری خود را در فیلم‌های کوتاه همچون فردا می‌بینمت (۲۰۱۱) و امن (۲۰۱۳) آغاز کرد و به عنوان نقش اصلی در فیلم‌های مستقل پایان حیوان (۲۰۱۱) و جین (۲۰۱۶) و مجموعه تلویزیونی کارآگاهان دبیرستان دخترانه (۲۰۱۴) ایفای نقش کرده‌است.

## فیلم‌شناسی

### مجموعه تلویزیونی
| سال       | عنوان                      | نقش         | توضیحات                          |
| --------- | -------------------------- | ----------- | -------------------------------- |
| ۲۰۱۴      | کارآگاهان دبیرستان دخترانه | کیم‌ها جه    |                                  |
| ۲۰۱۵      | پاسخ به ۱۹۸۸               | جانگ می اوک |                                  |
| ۲۰۱۶      | همراهان                    | می نا       | حضور افتخاری، قسمت ۱۴            |
| ۲۰۱۷      | من ربات نیستم              | سون هه      |                                  |
| ۲۰۱۸      | شاهزاده صد روزه من         | کوت نیو     | [ ۵ ]                            |
| ۲۰۱۹      | وکیل من آقای جو ۲          | یون سو می   | [ ۶ ]                            |
| ۲۰۱۹      | دفترچه خاطرات یک روانی     | اوه مین جو  |                                  |
| ۲۰۱۹      | اتاق اون‌جو                 |             | حضور افتخاری (قسمت ۱۱)           |
| ۲۰۲۰      | کارآموز تازه‌کار            | کیم می جین  | حضور افتخاری (قسمت ۱ و ۸)        |
| ۲۰۲۱–۲۰۲۲ | سرآستین قرمز               | کیم بوک یون | [ ۷ ]                            |
| ۲۰۲۳      | پونگ روانپزشک چوسان        | دوک هی      | حضور افتخاری (قسمت ۱–۲)؛ (فصل ۲) |
| ۲۰۲۳      | شکوفایی جوانی ما           | بوک سون     | [ ۹ ]                            |